# 九龍巴士19A線
九龍巴士19A線是香港九龍的一條已取消巴士路線。

## 歷史
- 1976年5月16日，路線投入服務，來往觀塘裕民坊至功樂道。
- 1982年7月24日，路線延長為來往觀塘月華街至功樂道（循環線）。
- 1991年11月9日，改為祗於平日提供服務，假日全日不提供服務。
- 1994年4月25日，路線終止服務，同日起28A線（後於2013年3月28日停運）在繁忙時間繞經功樂道往樂華。

## 行車路線
觀塘月華街至功樂道（循環線）
- 由觀塘月華街開出：觀塘（月華街）巴士總站，協和街，同仁街，裕民坊，康寧道，功樂道，康寧道，物華街